# McDonnell Douglas-General Dynamics A-12 Avenger II

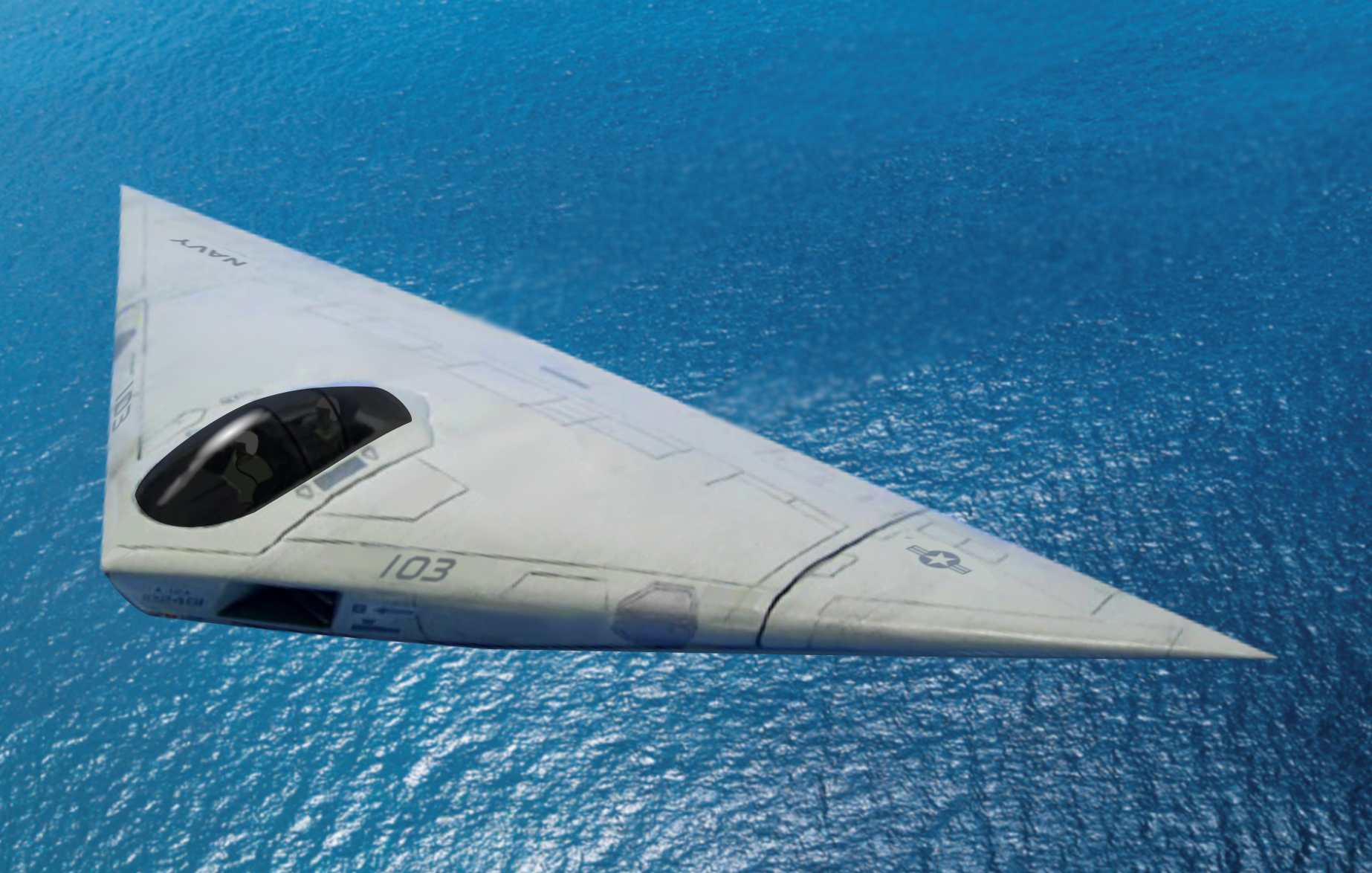
A-12 Avenger II

L'A-12 Avenger II era un progetto di un bombardiere stealth imbarcato tuttala sviluppato congiuntamente dalle aziende statunitensi McDonnell Douglas e della General Dynamics alla fine degli anni ottanta.
Progettato per operare in condizioni ognitempo, era stato proposto per sostituire l'A-6 Intruder, ma venne cancellato nel 1991 a causa dei costi di sviluppo ritenuti eccessivi.

## Storia

### Sviluppo
Il progetto si caratterizzava per il disegno a triangolo isoscele, con la cabina di pilotaggio situata vicino al vertice del triangolo e le ali richiudibili per poter essere imbarcato sulle portaerei.
Equipaggiato con due turboreattori General Electric F412-GE-D5F2, ognuno capace di produrre all'incirca 13.000 lbf (58 kN) di spinta, e in grado di trasportare fino a due missili AIM-120 AMRAAM, due AGM-88 HARM e una serie completa di armamento aria-terra, comprese bombe convenzionali Mk 82 o bombe intelligenti. Tutti i sistemi d'arma sarebbero stati stivati all'interno della fusoliera in modo da minimizzare il riflesso radar e la resistenza aerodinamica del velivolo.
L'A-12 si è guadagnato il soprannome di “Flying Dorito” a causa della sua forma, somigliante ad un tipo di patatine fritte triangolari molto noto negli USA.
Il velivolo subì numerosi problemi durante la fase di sviluppo, in particolare per quanto riguarda i materiali; nel gennaio del 1991 l'allora Segretario della Difesa, Dick Cheney, annullò il programma giustificando tale scelta con la previsione di un costo di costruzione per singolo apparecchio arrivata a 165 milioni di dollari.
La cancellazione del progetto ha causato anni di controversie legali tra la McDonnell Douglas, General Dynamics e il Dipartimento della Difesa per violazione del contratto.
Il 1º giugno 2009, la Corte di Appello degli Stati Uniti per il circuito federale ha stabilito che la U.S. Navy era giustificata ad annullare il contratto.
Inoltre, i due contendenti sono tenuti a rimborsare il governo degli Stati Uniti più di $ 1,35 miliardi di dollari, più $ 1,45 miliardi a causa degli interessi.
La Boeing, che acquisì la McDonnell Douglas nel 1997, promise di presentare ricorso contro la decisione e contro la General Dynamics.
Dopo la cancellazione del A-12, la Marina degli Stati Uniti d'America dovette acquistare i nuovi F/A-18E/F Super Hornet sempre della McDonnell Douglas, ma in pratica l'aereo è stato sviluppato dalla Boeing dopo l'acquisizione, al fine di sostituire gli ormai vecchi A-7 Corsair II della Vought, gli A-6 Intruder e l'F-14 Tomcat entrambi della Grumman.
L'intera operazione di sostituzione fu effettuata nel settembre del 2006.